# Клаус Квет-Фаслем
Клаус Квет-Фаслем (нім. Klaus Quaet-Faslem; 5 вересня 1913, Кіль — 30 січня 1944, Лангелебен) — офіцер Люфтваффе, оберст-лейтенант (підполковник). Кавалер Лицарського хреста Залізного хреста.

## Нагороди
- Залізний хрест 2-го і 1-го класу
- Почесний Кубок Люфтваффе (21 вересня 1942)
- Німецький хрест в золоті (29 жовтня 1942) — як обер-лейтенант 1-ї групи 53-ї винищувальної ескадри.
- Лицарський хрест Залізного хреста (9 червня 1944; посмертно) — як майор і командир 1-ї групи 3-ї винищувальної ескадри «Удет»[3].